# Theo Verschueren
Theofiel "Theo" Verschueren, född den 27 januari 1943 i Sint Jansteen (en by i den nederländska kommunen Hulst invid gränsen till Belgien), är en belgisk före detta tävlingscyklist som framförallt hade framgångar i bancyklingsgrenarna med motorpace – det vill säga stayer (dubbel världsmästare) och derny (femfaldig europamästare). Han blev även belgisk mästare i madison och vann sexdagarsloppet i Antwerpen två gånger. På landsväg startade Verschueren i Giro d'Italia 1967 och i Vuelta a España 1970, men bröt båda loppen.

## Meriter – Bana
| 1969 2:a i stayer 1970 2:a i stayer 1971 Världsmästare i stayer 1972 Världsmästare i stayer 1974 2:a i stayer 1967/1968 Vinnare av Antwerpens sexdagars med Sigi Renz och Emile Severeyns 1971/1972 Vinnare av Antwerpens sexdagars med René Pijnen och Leo Duyndam | 1964/1965 2:a i derny 1967/1968 Europamästare i derny 1968/1969 2:a i derny 1969/1970 2:a i derny 1970/1971 Europamästare i derny 1971/1972 Europamästare i derny 2:a i stayer 1972/1973 Europamästare i derny 2:a i stayer |

## Meriter – Landsväg
1965
6:a i Harelbeke–Antwerpen–Harelbeke
1966
Vinnare av Omloop van de Westkust
9:a i Elfstedenronde
1970
7:a i Nationale Sluitingsprijs
1972
10:a i Critérium des As